# 文化財保護法
文化財保護法（ぶんかざいほごほう、昭和25年法律第214号）は、文化財の保存・活用と、国民の文化的向上に関する日本の法律である。
有形、無形の文化財を分類。その重要性を考慮して、国の場合は文部科学大臣または文化庁長官、都道府県の場合は都道府県知事、市町村の場合は市町村長による指定、選択、選定、認定あるいは登録により、文化財の保護のための経費の一部を公費で負担することができる。
建物や書画、彫刻、工芸品、道具など有形文化財（国宝や重要文化財など）と、伝統工芸などで優れた技術を持つ人材（いわゆる人間国宝）や民俗文化財（祭り、郷土・伝統芸能など）といった無形文化財に対象が大別されており、主務官庁も文化庁文化財第一課が無形文化財、第二課が有形文化財と分かれている。

## 制定と改正の経緯
1949年（昭和24年）1月26日、奈良県生駒郡斑鳩町の法隆寺金堂で火災が発生し、法隆寺金堂壁画が焼損した。この事件をきっかけに、文化財の保護についての総合的な法律として議員立法により本法が制定された。
文化財保護法の施行期日を定める政令（昭和25年政令第276号）によって、1950年（昭和25年）8月29日に施行された。この施行に合わせて、前身である史蹟名勝天然紀念物保存法（1919年）制定）、国宝保存法（1929年制定）及び重要美術品等ノ保存ニ関スル法律（1933年制定）は廃止された。
2021年4月16日に成立した法改正では、無形文化財に対して、規制が緩いものの公費支援が受けられる登録制度を新設した。少子高齢化や過疎化などで打撃を受ける文化活動を保護する目的がある。

## 構成
- 第1章 総則（第1条 - 第4条）
- 第2章 削除
- 第3章 有形文化財
  - 第1節 重要文化財
    - 第1款 指定（第27条 - 第29条）
    - 第2款 管理（第30条 - 第34条）
    - 第3款 保護（第34条の2 - 第47条）
    - 第4款 公開（第47条の2 - 第53条）
    - 第5款 重要文化財保存活用計画（第53条の2 - 第53条の8）
    - 第6款 調査（第54条・第55条）
    - 第7款 雑則（第56条）

  - 第2節 登録有形文化財（第57条 - 第69条）
  - 第3節 重要文化財及び登録有形文化財以外の有形文化財（第70条）
- 第4章 無形文化財
  - 第1節 重要無形文化財（第71条 - 第76条の6）
  - 第2節 登録無形文化財（第76条の7 - 第76条の17）
  - 第3節 重要無形文化財及び登録無形文化財以外の無形文化財（第77条）
- 第5章 民俗文化財（第78条 - 第91条）
- 第6章 埋蔵文化財（第92条 - 第108条）
- 第7章 史跡名勝天然記念物（第109条  - 第133条の4）
- 第8章 重要文化的景観（第134条 - 第141条）
- 第9章 伝統的建造物群保存地区（第142条 - 第146条）
- 第10章 文化財の保存技術の保護（第147条 - 第152条）
- 第11章 文化審議会への諮問（第153条）
- 第12章 補則
  - 第1節 聴聞、意見の聴取及び不服申立て（第154条 - 第161条）
  - 第2節 国に関する特例（第162条 - 第181条）
  - 第3節 地方公共団体及び教育委員会（第182条 - 第192条）
  - 第4節 文化財保存活用支援団体（第192条の2 - 第192条の6）
- 第13章 罰則（第193条 - 第203条）
- 附則

## 届出
個人の土地で土器や石器が出土した場合、その遺物は埋蔵物として、発見届を所轄の警察署に提出しなければならない。同時に、遺跡発見届を文化庁長官にも出すことになる。現在発掘されれば文化財指定を受けて保護される可能性が高い遺物でも、文化財保護法の制定以前に見つかったものは、個人が所有したり、古美術・骨董市場で売買したりすることが認められている。